# Natxo Etxebarrieta
Natxo Etxebarrieta Jiménez (Vitoria, 1964 - 5 de enero de 1996) fue un músico y cantante español, líder y vocalista de la banda de punk Cicatriz. Tras haber entrado en el centro de desintoxicación de Las Nieves de Vitoria debido a problemas con la heroína, decide crear una banda llamada en un principio Cicatriz en la matriz, junto con su novia, Poti, y sus colegas del centro. Junto a otros grupos coetáneos, formó parte del denominado rock radical vasco.

## Biografía
Su padre era primo de Txabi Etxebarrieta, asesino de José Antonio Pardines y el primer militante de ETA muerto por la policía, y del abogado José Antonio Etxebarrieta.
Al salir Natxo del centro, Poti dejó el grupo, y a su vez, Natxo recayó en la droga. Años después, viniendo de Holanda para asistir al funeral de su hermano, el Polvorilla, le demoraron en el aeropuerto de Barajas y le encontraron speed. Debido a esto, fue condenado a una pena de 4 años 2 meses y 1 día. Tras casi 3 meses en prisión, salió bajo fianza. Este período serviría como inspiración para el tema La 204, basado en su estancia en la cárcel.
Ese mismo año, en agosto de 1988, tuvo un accidente de moto, yendo él de paquete. En un primer momento, fue trasladado a San Sebastián, de donde fue derivado a la Clínica Universitaria de Navarra para una intervención de columna. Este centro se negó a aceptarlo, alegando problemas burocráticos, pero la familia asegura que fue debido a que Natxo dijo haber padecido hepatitis. Finalmente, fue llevado a un hospital en Valencia, donde ya era demasiado tarde para realizar la intervención de forma completamente satisfactoria, por lo que Natxo perdió parte de su movilidad. Desde entonces, tuvo que llevar una muleta, es por eso por lo que en muchas grabaciones de sus conciertos se lo ve portándola, y estas muletas que llevaba se convirtieron a su vez símbolo de Cicatriz, es por eso por lo que su logo se compone de una calavera y dos muletas cruzadas, una especie de copia del símbolo que llevaban los piratas en las banderas de los mástiles de sus flotas.
El 5 de enero de 1996 murió debido al sida.

## Discografía
Ver artículo Cicatriz (banda).
- Maketa.
- Disco compartido con Kortatu, Kontuz Hi! y Jotakie.
- Inadaptados.
- 4 años, 2 meses y 1 día.
- Colgado por ti.
- En Directo.